# Liste der Mitglieder des liechtensteinischen Landtags (2025)
Diese Liste führt die Mitglieder des Landtags des Fürstentums Liechtenstein auf, die aus den Wahlen am 9. Februar 2025 hervorgingen. Die Legislaturperiode dauert bis 2029. Die Eröffnungssitzung des Parlaments fand am 20. März 2025 statt.

## Zusammensetzung
Von 21.183 Wahlberechtigten nahmen 16.171 Personen an der Wahl teil (76,3 %). Die Stimmen und Mandate verteilen sich in den beiden Wahlkreisen – Oberland und Unterland – wie folgt:
| Partei                              | Stimmen  | Stimmen   | Stimmen   | Stimmen        | Sitze    | Sitze     | Sitze     |
| Partei                              | Oberland | Unterland | insgesamt | Stimmenanteile | Oberland | Unterland | insgesamt |
| ----------------------------------- | -------- | --------- | --------- | -------------- | -------- | --------- | --------- |
| Vaterländische Union (VU)           | 58.725   | 20.753    | 79.478    | 38,8 %         | 6        | 4         | 10        |
| Fortschrittliche Bürgerpartei (FBP) | 38.352   | 18.631    | 56.983    | 27,5 %         | 4        | 3         | 7         |
| Demokraten pro Liechtenstein (DpL)  | 35.695   | 12.675    | 48.370    | 23,3 %         | 4        | 2         | 6         |
| Freie Liste (FL)                    | 16.928   | 5.621     | 22.549    | 10,9 %         | 1        | 1         | 2         |

## Liste der Mitglieder
| Name                        | Fraktion | Wahlkreis | Stimmen |
| --------------------------- | -------- | --------- | ------- |
| Dagmar Bühler-Nigsch        | VU       | Oberland  | 3758    |
| Tanja Cissé                 | VU       | Unterland | 1951    |
| Sandra Fausch               | FL       | Unterland | 867     |
| Sebastian Gassner           | FBP      | Oberland  | 2824    |
| Manuela Haldner-Schierscher | FL       | Oberland  | 1605    |
| Dietmar Hasler              | VU       | Unterland | 2020    |
| Erich Hasler                | DpL      | Unterland | 1700    |
| Carmen Heeb-Kindle          | VU       | Oberland  | 3596    |
| Franziska Hoop              | FBP      | Unterland | 1771    |
| Johannes Kaiser             | FBP      | Unterland | 2052    |
| Manfred Kaufmann            | VU       | Oberland  | 4444    |
| Marion Kindle-Kühnis        | DpL      | Oberland  | 2959    |
| Lino Nägele                 | FBP      | Unterland | 1738    |
| Stefan Öhri                 | VU       | Unterland | 2133    |
| Bettina Petzold-Mähr        | FBP      | Oberland  | 2525    |
| Thomas Rehak                | DpL      | Oberland  | 3225    |
| Daniel Salzgeber            | FBP      | Oberland  | 2549    |
| Simon Schächle              | DpL      | Unterland | 1565    |
| Roger Schädler              | VU       | Oberland  | 3640    |
| Daniel F. Seger             | FBP      | Oberland  | 2622    |
| Martin Seger                | DpL      | Oberland  | 2534    |
| Thomas Vogt                 | VU       | Oberland  | 3751    |
| Joachim Vogt                | DpL      | Oberland  | 2794    |
| Christoph Wenaweser         | VU       | Oberland  | 3840    |
| Johannes Zimmermann         | VU       | Unterland | 1966    |

## Liste der Stellvertreter
| Name             | Fraktion | Wahlkreis | Stimmen |
| ---------------- | -------- | --------- | ------- |
| Markus Gstöhl    | VU       | Oberland  | 3533    |
| Marc Risch       | VU       | Oberland  | 3407    |
| Nadine Vogelsang | FBP      | Oberland  | 2403    |
| Oliver Indra     | DpL      | Oberland  | 2274    |
| Benjamin Risch   | FL       | Oberland  | 1510    |
| Mario Wohlwend   | VU       | Unterland | 1904    |
| Helmut Hasler    | FBP      | Unterland | 1643    |
| Brigit Elkuch    | DpL      | Unterland | 1507    |
| Patrick Risch    | FL       | Unterland | 848     |